# ذي حجيب (حزم العدين)

تعديل مصدري - تعديل

ذي حجيب قرية تابعة  لعزلة يريس بمديرية حزم العدين إحدى مديريات محافظة إب في الجمهورية اليمنية، بلغ تعداد سكانها 174 حسب تعداد اليمن لعام 2004.